# NGC 412
NGC 412 est une entrée du New General Catalogue qui concerne un corps céleste inexistant ou perdu. 
Cet objet a été enregistré par l'astronome américain Francis Leavenworth le 15 octobre 1885 dans la constellation de la Baleine .